# Lipinia relicta
Espèce
Synonymes
- Lygosoma relictum Vinciguerra, 1892

Lipinia relicta est une espèce de sauriens de la famille des Scincidae.

## Répartition
Cette espèce est endémique d'Indonésie. Elle se rencontre dans les îles Mentawai ainsi que sur l'île de Java.

## Description
C'est un saurien vivipare.

## Publication originale
- Vinciguerra, 1892 : Rettili e batraci di Engano. Annali del Museo civico di storia naturale di Genova, sér. 2, vol. 7, no 32, p. 517-526 (texte intégral).